# 独り言で語るくらいなら
「独り言で語るくらいなら」（ひとりごとでかたるくらいなら）は、日本の女性アイドルグループ・STU48の楽曲。2021年2月17日にSTU48の6作目のシングルとしてキングレコードから発売された。作詞は秋元康、作曲は大濱健悟が担当した。楽曲のセンターポジションは石田千穂が務めた。

## 背景とリリース
前作「思い出せる恋をしよう」から約5か月ぶりのシングル。石田千穂はシングル表題曲において初のセンターポジションを務めた。
選抜メンバーは、前作のグループ全員から通常の16人に変更され、2期生の高雄さやかと原田清花が初の選抜入りをした。
それ以外の14名は前々作「無謀な夢は覚めることがない」でも選抜入りとなる。なお、前々作の選抜メンバーのうち、2020年7月31日に卒業した新谷野々花と、2021年3月21日に卒業した田中皓子が外れた。
オリコン週間ランキングではSixTONESの「僕が僕じゃないみたいだ」に阻まれて2位となり、STU48にとって初めて首位を逃した作品となった。

## アートワーク
| 初回限定盤 Type-A 表 | 石田千穂、岡田奈々、高雄さやか、中村舞       |
| 通常盤 Type-A 表     | 沖侑果、甲斐心愛、原田清花、薮下楓           |
| 初回限定盤 Type-B 表 | 今村美月、瀧野由美子、福田朱里、矢野帆夏     |
| 通常盤 Type-B 表     | 石田みなみ、岩田陽菜、大谷満理奈、門脇実優菜 |
| 劇場盤               | 石田千穂                                     |

## メディアでの使用
独り言で語るくらいなら
アニメ『サンタ・カンパニー ～真夏のメリークリスマス～』主題歌。
ドラゴンエッグ×STU48 コラボTVCM CMソング。

## シングル収録トラック

### Type A
| #         | タイトル                                     | 作詞      | 作曲      | 編曲      | 時間  |
| --------- | -------------------------------------------- | --------- | --------- | --------- | ----- |
| 1.        | 「独り言で語るくらいなら」                   | 秋元康    | 大濱健悟  | APAZZI    | 4:48  |
| 2.        | 「サングラスデイズ」(1期生&ドラフト3期生)    | 秋元康    | 渡辺拓也  | 住谷翔平  | 4:48  |
| 3.        | 「独り言で語るくらいなら（off vocal ver.）」 |           | 大濱健悟  | APAZZI    | 4:48  |
| 4.        | 「サングラスデイズ（off vocal ver.）」       |           | 渡辺拓也  | 住谷翔平  | 4:48  |
| 合計時間: | 合計時間:                                    | 合計時間: | 合計時間: | 合計時間: | 19:12 |

| #  | タイトル                               | 作詞 | 作曲・編曲 | 監督     |
| -- | -------------------------------------- | ---- | ---------- | -------- |
| 1. | 「独り言で語るくらいなら Music Video」 |      |            | 髙田弘隆 |

### Type B
| #         | タイトル                                     | 作詞      | 作曲      | 編曲      | 時間  |
| --------- | -------------------------------------------- | --------- | --------- | --------- | ----- |
| 1.        | 「独り言で語るくらいなら」                   | 秋元康    | 大濱健悟  | APAZZI    | 4:48  |
| 2.        | 「僕はこの海を眺めてる」(瀬戸内PR部隊)       | 秋元康    | 大河原昇  | 若田部誠  | 4:43  |
| 3.        | 「独り言で語るくらいなら（off vocal ver.）」 |           | 大濱健悟  | APAZZI    | 4:47  |
| 4.        | 「僕はこの海を眺めてる（off vocal ver.）」   |           | 大河原昇  | 若田部誠  | 4:43  |
| 合計時間: | 合計時間:                                    | 合計時間: | 合計時間: | 合計時間: | 19:01 |

| #  | タイトル                             | 作詞 | 作曲・編曲 | 監督   |
| -- | ------------------------------------ | ---- | ---------- | ------ |
| 1. | 「僕はこの海を眺めてる Music Video」 |      |            | 森田亮 |

### 劇場盤
| #         | タイトル                                       | 作詞      | 作曲      | 編曲           | 時間  |
| --------- | ---------------------------------------------- | --------- | --------- | -------------- | ----- |
| 1.        | 「独り言で語るくらいなら」                     | 秋元康    | 大濱健悟  | APAZZI         | 4:48  |
| 2.        | 「そして僕は僕じゃなくなる」                   | 秋元康    | 谷村庸平  | 野中“まさ”雄一 | 4:37  |
| 3.        | 「独り言で語るくらいなら（off vocal ver.）」   |           | 大濱健悟  | APAZZI         | 4:48  |
| 4.        | 「そして僕は僕じゃなくなる（off vocal ver.）」 |           | 谷村庸平  | 野中“まさ”雄一 | 4:36  |
| 合計時間: | 合計時間:                                      | 合計時間: | 合計時間: | 合計時間:      | 18:49 |

## 歌唱メンバー
- 石田千穂
- 石田みなみ
- 今村美月
- 岩田陽菜
- 大谷満理奈
- 岡田奈々
- 沖侑果
- 甲斐心愛
- 門脇実優菜
- 高雄さやか
- 瀧野由美子
- 中村舞
- 原田清花
- 福田朱里
- 矢野帆夏
- 薮下楓